# You're Beautiful
You're Beautiful är en sång skriven av James Blunt, och inspelad av honom på hans debutalbum Back to Bedlam som släpptes 2004 samt släppt på singel 2005.

## Listplaceringar
| Lista (2005-2006)   | Topplacering |
| ------------------- | ------------ |
| Australien          | 2            |
| Danmark             | 4            |
| Frankrike           | 5            |
| Belgien (Flandern)  | 1            |
| Belgien (Vallonien) | 3            |
| Nederländerna       | 1            |
| Norge               | 1            |
| Nya Zeeland         | 4            |
| Schweiz             | 2            |
| Sverige             | 1            |
| Österrike           | 6            |

### Fotnoter
1. ↑  ”Listplacering”. http://australian-charts.com/showitem.asp?interpret=James+Blunt&titel=You%27re+Beautiful&cat=s. Läst 18 maj 2011.
2. ↑  ”Listplacering”. Arkiverad från originalet den 11 september 2011. https://web.archive.org/web/20110911233641/http://danishcharts.com/showitem.asp?interpret=James+Blunt&titel=You%27re+Beautiful&cat=s. Läst 18 maj 2011.
3. ↑  ”Listplacering”. http://lescharts.com/showitem.asp?interpret=James+Blunt&titel=You%27re+Beautiful&cat=s. Läst 18 maj 2011.
4. ↑  ”Listplacering”. http://www.ultratop.be/nl/showitem.asp?interpret=James+Blunt&titel=You%27re+Beautiful&cat=s. Läst 18 maj 2011.
5. ↑  ”Listplacering”. http://www.ultratop.be/fr/showitem.asp?interpret=James+Blunt&titel=You%27re+Beautiful&cat=s. Läst 18 maj 2011.
6. ↑  ”Listplacering”. http://dutchcharts.nl/showitem.asp?interpret=James+Blunt&titel=You%27re+Beautiful&cat=s. Läst 18 maj 2011.
7. ↑  ”Listplacering”. http://norwegiancharts.com/showitem.asp?interpret=James+Blunt&titel=You%27re+Beautiful&cat=s. Läst 18 maj 2011.
8. ↑  ”Listplacering”. Arkiverad från originalet den 26 maj 2010. https://web.archive.org/web/20100526063404/http://www.charts.org.nz/showitem.asp?interpret=James+Blunt&titel=You%27re+Beautiful&cat=s. Läst 18 maj 2011.
9. ↑  ”Listplacering”. http://hitparade.ch/showitem.asp?interpret=James+Blunt&titel=You%27re+Beautiful&cat=s. Läst 18 maj 2011.
10. ↑  ”Listplacering”. http://swedishcharts.com/showitem.asp?interpret=James+Blunt&titel=You%27re+Beautiful&cat=s. Läst 18 maj 2011.
11. ↑  ”You're Beautiful”. Austriancharts. 25 februari 2005. http://austriancharts.at/showitem.asp?interpret=James+Blunt&titel=You%27re+Beautiful&cat=s. Läst 18 maj 2011.